# Зарывинецкий сельский совет
Зарывинецкий сельский совет (укр. Заривинецька сільська рада) — входит в состав
Бучачского района
Тернопольской области
Украины.
Административный центр сельского совета находится в 
с. Зарывинцы.

## История
- 1990 — дата образования.

## Населённые пункты совета
- с. Зарывинцы
- с. Рукомыш